# 河北郡
河北郡（日语：／ Kahoku gun */?）為位於日本石川縣中部的郡。
管轄有以下2町：
- 內灘町
- 津幡町

在1879年實施郡區町村編制法時的轄區還包括現在的河北市大部分區域，及金澤市淺野川以北的區域。

## 歷史
過去在令制國時代最初名為加賀郡，屬於越前國，直到9世紀後才被劃入新設立的加賀國，接著加賀郡又以淺野川為界，將淺野川以南的區域劃出新設立為河南郡（河南郡在稍微調整轄區後更名為石川郡），而加賀郡位於淺野川以北的區域則同時也開始稱為河北郡，不過一直到約18世紀後河北郡才成為官方使用的正式名稱。
17世紀江戶時代後河北郡的全部區域都成為加賀藩前田氏的領地，1871年實施廢藩置縣後改隸屬金澤縣，金澤縣又在隔年更名為石川縣。
1878年石川縣實施郡區町村編製法時，正式設置近代的行政區劃「河北郡」，郡役所設在南森下村（位於現在的金澤市）。

### 沿革

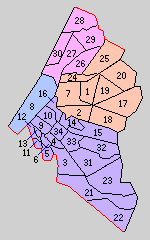
1889年河北郡轄下的行政區劃：
1.津幡町、2.中條村、3.小金村、4.坂井村、5.中口村、6.金川村、7.井上村、8.內灘村、9.大場村、10.八田村、11.川筋村、12.河崎村、13.木越村、14.花園村、15.田近村、16.崎田村、17.俱利伽羅村、18.萩坂村、19.笠井村、20.笠野村、21.金浦村、22.湯之谷村、23.醫王山村、24.東英村、25.種谷村、26.西英村、27.金津村、28.高松村、29.金津谷村、30.七塚村、31.直江谷村、32.小原谷村、33.藥師谷村、34.森本村
（紫色：現屬金澤市、桃色：現屬河北市、橙色：現屬津幡町、青色：至今未曾參與整併）

- 1889年4月1日：實施町村制，河北郡下設：津幡町、中條村（日语：中条村 (石川県)）、小金村（日语：小金村）、坂井村（日语：坂井村 (石川県)）、中口村（日语：中口村）、金川村（日语：金川村 (石川県)）、井上村（日语：井上村 (石川県)）、內灘村、大場村（日语：大場村 (石川県)）、八田村（日语：八田村 (石川県)）、川筋村（日语：川筋村）、河崎村（日语：河崎村 (石川県)）、木越村（日语：木越村）、花園村（日语：花園村 (石川県)）、田近村（日语：田近村）、崎田村（日语：崎田村）、俱利伽羅村（日语：倶利伽羅村）、萩坂村（日语：萩坂村）、笠井村（日语：笠井村）、笠野村（日语：笠野村）、金浦村（日语：金浦村 (石川県)）、湯之谷村（日语：湯ノ谷村）、醫王山村（日语：医王山村）、東英村（日语：東英村）、種谷村（日语：種谷村）、西英村（日语：西英村）、金津村（日语：金津村 (石川県河北郡1907年)）、高松村（日语：高松町）、金津谷村（日语：金津谷村）、七塚村（日语：七塚町）、直江谷村（日语：直江谷村）、小原谷村（日语：小原谷村）、藥師谷村（日语：薬師谷村）、森本村（日语：森本村）。（1町33村）
- 1891年7月1日：實施郡制（日语：郡制），郡役所設於津幡町。
- 1907年8月10日。（1町17村）
  - 金津谷村和高松村合併為高松村（日语：高松町）。[3]
  - 川筋村、河崎村、木越村合併為川北村（日语：川北村 (石川県)）。
  - 田近村、崎田村、花園村合併為花園村（日语：花園村 (石川県)）。
  - 萩坂村和俱利伽羅村合併為俱利伽羅村（日语：倶利伽羅村）。
  - 笠井村和笠野村合併為笠谷村（日语：笠谷村）。
  - 金浦村、湯之谷村、醫王山村合併為淺川村（日语：浅川村 (石川県)）。
  - 東英村和種谷村合併為英田村（日语：英田村）。
  - 西英村和金津村合併為宇野氣村（日语：宇ノ気町）。[3]
  - 直江谷村、小原谷村、藥師谷村合併為三谷村（日语：三谷村 (石川県河北郡)）。
  - 小金村、坂井村、中口村、金川村合併為小坂村（日语：小坂村 (石川県)）。
- 1922年8月1日：高松村改制為高松町（日语：高松町）。[3]（2町16村）
- 1923年4月1日：廢除郡會和郡參事會。
- 1926年7月1日：廢除郡役所，此後郡不再作為行政區劃，只作為地名的表示。
- 1936年4月1日：小坂村被併入金澤市。（2町15村）
- 1940年2月11日：七塚村改制為七塚町（日语：七塚町）。[3]（3町14村）
- 1948年2月11日：宇野氣村改制為宇野氣町（日语：宇ノ気町）。[3]（4町13村）
- 1949年6月1日：川北村被併入金澤市。（4町12村）
- 1950年4月1日：高松町的橫山、谷、笠島、上田名、余地地區分出設立為金津村（日语：金津村 (石川県河北郡1960年)）。[3]（4町13村）
- 1951年4月1日：英田村的大熊地區被併入笠谷村。
- 1954年3月31日：津幡町、中條村、笠谷村、井上村、英田村合併為新設立的津幡町。[4]（4町9村）
- 1954年5月16日：羽咋郡河合谷村（日语：河合谷村）被併入津幡町。[4]
- 1954年6月1日：大場村、八田村、花園村、三谷村、森本村合併為新設立的森本町（日语：森本町）。（5町4村）
- 1954年7月15日：高松町和羽咋郡南大海村（日语：南大海村）合併為新設立的高松町（日语：高松町）[3]，屬河北郡。
- 1957年2月1日：俱利伽羅村被併入津幡町。[4]（5町3村）
- 1957年4月5日：淺川村被併入金澤市。（5町2村）
- 1960年4月1日：金津村被併入宇野氣町。[3]（5町1村）
- 1962年1月1日：內灘村改制為內灘町。[5]（6町）
- 1962年6月1日：森本町被併入金澤市。（5町）
- 2004年3月1日：高松町、七塚町、宇野氣町合併為河北市[3]，並脫離河北郡。（2町）

### 變遷表
| 1889年4月1日                  | 1889年 - 1912年                | 1912年 - 1944年                | 1945年 - 1954年                | 1945年 - 1954年                | 1955年 - 1989年              | 1989年 - 現在             | 現在                      |
| ----------------------------- | ------------------------------ | ------------------------------ | ------------------------------ | ------------------------------ | ---------------------------- | ------------------------- | ------------------------- |
| 羽咋郡南大海村                | 羽咋郡南大海村                 | 羽咋郡南大海村                 | 羽咋郡南大海村                 | 1954年7月15日 合併為高松町     | 1954年7月15日 合併為高松町   | 2004年3月1日 合併為河北市 | 2004年3月1日 合併為河北市 |
| 高松村                        | 1907年8月10日 合併為高松村     | 1922年8月1日 改制為高松町      | 高松町                         | 1954年7月15日 合併為高松町     | 1954年7月15日 合併為高松町   | 2004年3月1日 合併為河北市 | 2004年3月1日 合併為河北市 |
| 金津谷村                      | 1907年8月10日 合併為高松村     | 1922年8月1日 改制為高松町      | 高松町                         | 1954年7月15日 合併為高松町     | 1954年7月15日 合併為高松町   | 2004年3月1日 合併為河北市 | 2004年3月1日 合併為河北市 |
| 1950年4月1日 分出設立為金津村 | 1950年4月1日 分出設立為金津村  | 1922年8月1日 改制為高松町      | 1960年4月1日 併入宇野氣町      |                                |                              | 2004年3月1日 合併為河北市 | 2004年3月1日 合併為河北市 |
| 西英村                        | 1907年8月10日 合併為宇野氣村   | 1907年8月10日 合併為宇野氣村   | 1948年2月11日 改制為宇野氣町   | 1948年2月11日 改制為宇野氣町   | 1948年2月11日 改制為宇野氣町 | 2004年3月1日 合併為河北市 | 2004年3月1日 合併為河北市 |
| 金津村                        | 1907年8月10日 合併為宇野氣村   | 1907年8月10日 合併為宇野氣村   | 1948年2月11日 改制為宇野氣町   | 1948年2月11日 改制為宇野氣町   | 1948年2月11日 改制為宇野氣町 | 2004年3月1日 合併為河北市 | 2004年3月1日 合併為河北市 |
| 七塚村                        | 七塚村                         | 1940年2月11日 改制為七塚町     | 1940年2月11日 改制為七塚町     | 1940年2月11日 改制為七塚町     | 1940年2月11日 改制為七塚町   | 2004年3月1日 合併為河北市 | 2004年3月1日 合併為河北市 |
| 羽咋郡河合谷村                | 羽咋郡河合谷村                 | 羽咋郡河合谷村                 | 1954年5月16日 併入津幡町       | 津幡町                         | 津幡町                       | 津幡町                    | 津幡町                    |
| 津幡町                        | 津幡町                         | 津幡町                         | 1954年3月31日 合併為津幡町     | 津幡町                         | 津幡町                       | 津幡町                    | 津幡町                    |
| 中條村                        |                                |                                | 1954年3月31日 合併為津幡町     | 津幡町                         | 津幡町                       | 津幡町                    | 津幡町                    |
| 井上村                        |                                |                                | 1954年3月31日 合併為津幡町     | 津幡町                         | 津幡町                       | 津幡町                    | 津幡町                    |
| 笠井村                        | 1907年8月10日 合併為笠谷村     | 1907年8月10日 合併為笠谷村     | 1954年3月31日 合併為津幡町     | 津幡町                         | 津幡町                       | 津幡町                    | 津幡町                    |
| 笠野村                        | 1907年8月10日 合併為笠谷村     | 1907年8月10日 合併為笠谷村     | 1954年3月31日 合併為津幡町     | 津幡町                         | 津幡町                       | 津幡町                    | 津幡町                    |
| 東英村                        | 1907年8月10日 合併為英田村     | 1907年8月10日 合併為英田村     | 1954年3月31日 合併為津幡町     | 津幡町                         | 津幡町                       | 津幡町                    | 津幡町                    |
| 種谷村                        | 1907年8月10日 合併為英田村     | 1907年8月10日 合併為英田村     | 1954年3月31日 合併為津幡町     | 津幡町                         | 津幡町                       | 津幡町                    | 津幡町                    |
| 俱利伽羅村                    | 1907年8月10日 合併為俱利伽羅村 | 1907年8月10日 合併為俱利伽羅村 | 1907年8月10日 合併為俱利伽羅村 | 1907年8月10日 合併為俱利伽羅村 | 1957年2月1日 併入津幡町      | 津幡町                    | 津幡町                    |
| 萩坂村                        | 1907年8月10日 合併為俱利伽羅村 | 1907年8月10日 合併為俱利伽羅村 | 1907年8月10日 合併為俱利伽羅村 | 1907年8月10日 合併為俱利伽羅村 | 1957年2月1日 併入津幡町      | 津幡町                    | 津幡町                    |
| 內灘村                        | 內灘村                         | 內灘村                         | 內灘村                         | 內灘村                         | 1962年1月1日 改制為內灘町    | 1962年1月1日 改制為內灘町 | 1962年1月1日 改制為內灘町 |
| 大場村                        | 大場村                         | 大場村                         | 1954年6月1日 合併為森本町      | 1954年6月1日 合併為森本町      | 1962年6月1日 併入金澤市      | 金澤市                    | 金澤市                    |
| 八田村                        |                                |                                | 1954年6月1日 合併為森本町      | 1954年6月1日 合併為森本町      | 1962年6月1日 併入金澤市      | 金澤市                    | 金澤市                    |
| 花園村                        | 1907年8月10日 合併為花園村     | 1907年8月10日 合併為花園村     | 1954年6月1日 合併為森本町      | 1954年6月1日 合併為森本町      | 1962年6月1日 併入金澤市      | 金澤市                    | 金澤市                    |
| 田近村                        | 1907年8月10日 合併為花園村     | 1907年8月10日 合併為花園村     | 1954年6月1日 合併為森本町      | 1954年6月1日 合併為森本町      | 1962年6月1日 併入金澤市      | 金澤市                    | 金澤市                    |
| 崎田村                        | 1907年8月10日 合併為花園村     | 1907年8月10日 合併為花園村     | 1954年6月1日 合併為森本町      | 1954年6月1日 合併為森本町      | 1962年6月1日 併入金澤市      | 金澤市                    | 金澤市                    |
| 直江谷村                      | 1907年8月10日 合併為三谷村     | 1907年8月10日 合併為三谷村     | 1954年6月1日 合併為森本町      | 1954年6月1日 合併為森本町      | 1962年6月1日 併入金澤市      | 金澤市                    | 金澤市                    |
| 小原谷村                      | 1907年8月10日 合併為三谷村     | 1907年8月10日 合併為三谷村     | 1954年6月1日 合併為森本町      | 1954年6月1日 合併為森本町      | 1962年6月1日 併入金澤市      | 金澤市                    | 金澤市                    |
| 藥師谷村                      | 1907年8月10日 合併為三谷村     | 1907年8月10日 合併為三谷村     | 1954年6月1日 合併為森本町      | 1954年6月1日 合併為森本町      | 1962年6月1日 併入金澤市      | 金澤市                    | 金澤市                    |
| 森本村                        |                                |                                | 1954年6月1日 合併為森本町      | 1954年6月1日 合併為森本町      | 1962年6月1日 併入金澤市      | 金澤市                    | 金澤市                    |
| 金浦村                        | 1907年8月10日 合併為淺川村     | 1907年8月10日 合併為淺川村     | 1907年8月10日 合併為淺川村     | 1907年8月10日 合併為淺川村     | 1957年4月5日 併入金澤市      | 金澤市                    | 金澤市                    |
| 湯之谷村                      | 1907年8月10日 合併為淺川村     | 1907年8月10日 合併為淺川村     | 1907年8月10日 合併為淺川村     | 1907年8月10日 合併為淺川村     | 1957年4月5日 併入金澤市      | 金澤市                    | 金澤市                    |
| 醫王山村                      | 1907年8月10日 合併為淺川村     | 1907年8月10日 合併為淺川村     | 1907年8月10日 合併為淺川村     | 1907年8月10日 合併為淺川村     | 1957年4月5日 併入金澤市      | 金澤市                    | 金澤市                    |
| 川筋村                        | 1907年8月10日 合併為川北村     | 1907年8月10日 合併為川北村     | 1949年6月1日 併入金澤市        | 金澤市                         | 金澤市                       | 金澤市                    | 金澤市                    |
| 河崎村                        | 1907年8月10日 合併為川北村     | 1907年8月10日 合併為川北村     | 1949年6月1日 併入金澤市        | 金澤市                         | 金澤市                       | 金澤市                    | 金澤市                    |
| 木越村                        | 1907年8月10日 合併為川北村     | 1907年8月10日 合併為川北村     | 1949年6月1日 併入金澤市        | 金澤市                         | 金澤市                       | 金澤市                    | 金澤市                    |
| 小金村                        | 1907年8月10日 合併為小坂村     | 1936年4月1日 併入金澤市        | 1936年4月1日 併入金澤市        | 金澤市                         | 金澤市                       | 金澤市                    | 金澤市                    |
| 坂井村                        | 1907年8月10日 合併為小坂村     | 1936年4月1日 併入金澤市        | 1936年4月1日 併入金澤市        | 金澤市                         | 金澤市                       | 金澤市                    | 金澤市                    |
| 中口村                        | 1907年8月10日 合併為小坂村     | 1936年4月1日 併入金澤市        | 1936年4月1日 併入金澤市        | 金澤市                         | 金澤市                       | 金澤市                    | 金澤市                    |
| 金川村                        | 1907年8月10日 合併為小坂村     | 1936年4月1日 併入金澤市        | 1936年4月1日 併入金澤市        | 金澤市                         | 金澤市                       | 金澤市                    | 金澤市                    |